# فاليري تيان
فاليري تيان هي ممثلة كندية، ولدت في 21 أبريل 1989 بفانكوفر في كندا.

## أعمال

### أفلام
- (2003) إكس 2[4][5][6]
- (2007) ظهور المتزلج الفضي
- (2007) جونو[7]
- (2009) جسم جينيفر[8]
- (2010) تشارلي سانت كلود[9][10]
- (2012) 21 شارع جامب

### مسلسلات
- نزل بيتس[11]

## وصلات خارجية
- فاليري تيان على موقع IMDb (الإنجليزية)
- فاليري تيان على موقع ألو سيني (الفرنسية)
- فاليري تيان على موقع أول موفي (الإنجليزية)
- فاليري تيان على موقع قاعدة بيانات الأفلام السويدية (السويدية)
- فاليري تيان على موقع قاعدة بيانات الفيلم (الإنجليزية)
- فاليري تيان على موقع كينوبويسك (الروسية)